# Thera pittneraria
Thera pittneraria är en fjärilsart som beskrevs av Franzenau 1856. Thera pittneraria ingår i släktet Thera och familjen mätare. Inga underarter finns listade i Catalogue of Life.